# 坂井音重
坂井 音重（さかい おとしげ、1939年（昭和14年）11月6日 - 2024年（令和6年）3月27日）は、シテ方観世流坂井職分家当主の能楽師、重要無形文化財「能楽」の保持者（総合認定）。 白翔會（坂井音重助成会）主宰。元社団法人能楽協会常務理事東京支部長。

## 概要
観世宗家一門の重鎮で堅実な芸風で知られた観世流シテ方坂井音次郎（元・社団法人能楽協会理事長）の嗣子として東京都に生まれる。3歳で初舞台仕舞『老松』（おいまつ）を演じ、8歳で初シテ能『経正』（つねまさ）を務める。二十五世観世左近に師事。
幼稚舎から慶應義塾に通い、1964年に慶應義塾大学法学部政治学科を卒業後、活躍の場を日本国内に留めず世界主要都市で演能。特に、FEC民間外交推進協会・日露文化経済委員会委員として日露間の文化交流に尽力。2008年に高村正彦外務大臣より、個人表彰及び銀杯を賜る。2010年12月には、ロシア連邦・ドミートリー・メドヴェージェフ大統領より、ロシア連邦友好勲章を授与される。
1986年白翔會（坂井音重助成会）が発足、以後社団法人能楽協会常務理事、財団法人野村文華財団評議員。昭和11年（1936年）に創立された慶應義塾の学生による能楽サークル慶應観世会の指導も行っている。
2024年3月27日、特発性間質性肺炎のため死去。84歳没。

## 年譜
- 1942年 仕舞『老松』で初舞台。
- 1947年 初シテ、能『経正』。
- 1964年 慶應義塾大学法学部政治学科卒業。
- 1967年 文化庁芸術祭奨励賞受賞。
- 1981年 第三世界演劇祭公演の招聘を受け韓国、首都ソウルにおいて能「船弁慶　前後之替」を演能する。
- 1986年 白翔會「坂井音重助成会」発足。
- 1988年 日米両国政府主催「大名美術展」開会記念公演演能団団長を務め、道成寺を海外最初の演能。
- 1989年 「ブッシュ大統領就任記念祝賀能・大名美術展フィナーレ公演」で船弁慶（重キ前後之替）。
- 2002年 社団法人能楽協会観世流代表常務理事東京支部長。
- 2002年 日中国交正常化30周年の主要行事として「釣魚台国賓館・故宮太廟」にて「白翔會北京薪能」公演の演能団団長を務める。この時に京劇の最高峰・梅葆玖及び崑曲のトップスター蔡瑶銑との競演を果たす。
- 2004年 日露両国首脳の基本合意による「サンクトペテルブルク建都300周年」記念事業フィナーレ公演としてマリンスキー劇場・ボリショイ劇場別館にて「白翔會ロシア能」公演を開催し、演能団団長を務める。プーチン・ロシア大統領令よるサンクトペテルブルク建都300周年記念メダル授与。
- 2007年 アジア・アフリカ民族連帯協力推進協会（ロシア連邦政府機関）より功労彰受章。
- 2007年 日中国交正常化35周年、北京オリンピック祝賀及び日中伝統芸術交流大会を「頤和園・大戯楼」にて開催。再び京劇の梅葆玖及び崑曲の魏春栄らと競演する。
- 2008年 外務大臣個人表彰、銀杯受章。
- 2010年 旭日双光章受章。
- 2010年 日露両国の友好関係の発展に寄与したことにより、ロシア連邦大統領からロシア連邦友好勲章。
- 2012年 日中国交正常化40周年記念白翔會能公演「大陸からの華」を国立能楽堂にて中国要人出席のもとに開催。本公演は、中国中央電視台（CCTV）ch1の取材により本国に配信。
- 2012年 能楽の普及・発展及び世界発信を目指し、NPO法人白翔會を立ち上げる。
- 2013年 慶應義塾大学より日本人としては6人目となる「慶應義塾大学名誉博士」の称号が授与される。
- 2014年 第6回日中韓文化大臣会合「日中韓の伝統芸能交流～奏であう音、響きあう心～」に日本伝統芸能を代表して出演。
- 2017年 日中国交正常化45周年記念「日中楊貴妃の饗宴」に東京・国立能楽堂にて能「楊貴妃」を演能。
- 2018年 日中平和友好条約締結40周年記念、西安市遷都1400年に西安市陝西大劇院にて能「楊貴妃」を演能。
- 2018年 能楽師から観た世界を綴ったエッセイ集「世を観よ」を幻冬舎から刊行。
- 2024年 死去[3]。